# Ranko Matasović
 (décembre 2012).
Si vous disposez d'ouvrages ou d'articles de référence ou si vous connaissez des sites web de qualité traitant du thème abordé ici, merci de compléter l'article en donnant les références utiles à sa vérifiabilité et en les liant à la section « Notes et références ».
Ranko Matasović, né le 14 mai 1968 à Zagreb, est un linguiste croate, spécialiste des langues indo-européennes et des langues celtiques, en particulier de l'irlandais.